# Parlamentsvalet i Ukraina 2006
Parlamentsvalet i Ukraina 2006, (Verchovna Rada),  ägde rum den 26 mars 2006. Valkampanjen började officiellt den 7 juli 2005 och mellan den 26 november och 31 december 2005 formades partiernas listor med kandidater. 

## Valresultat

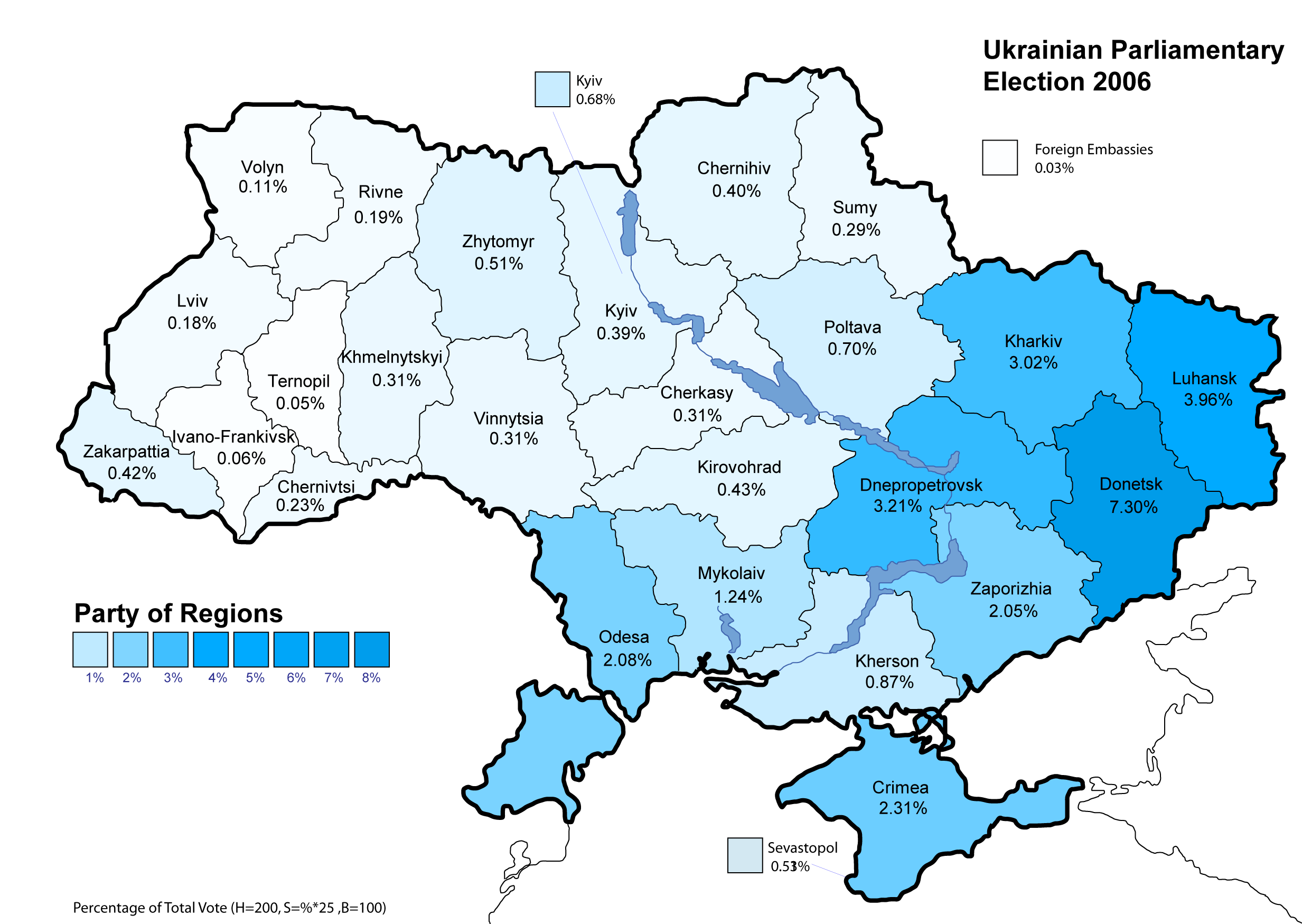
Party of Regions results (32,14%) Percentage of total national vote

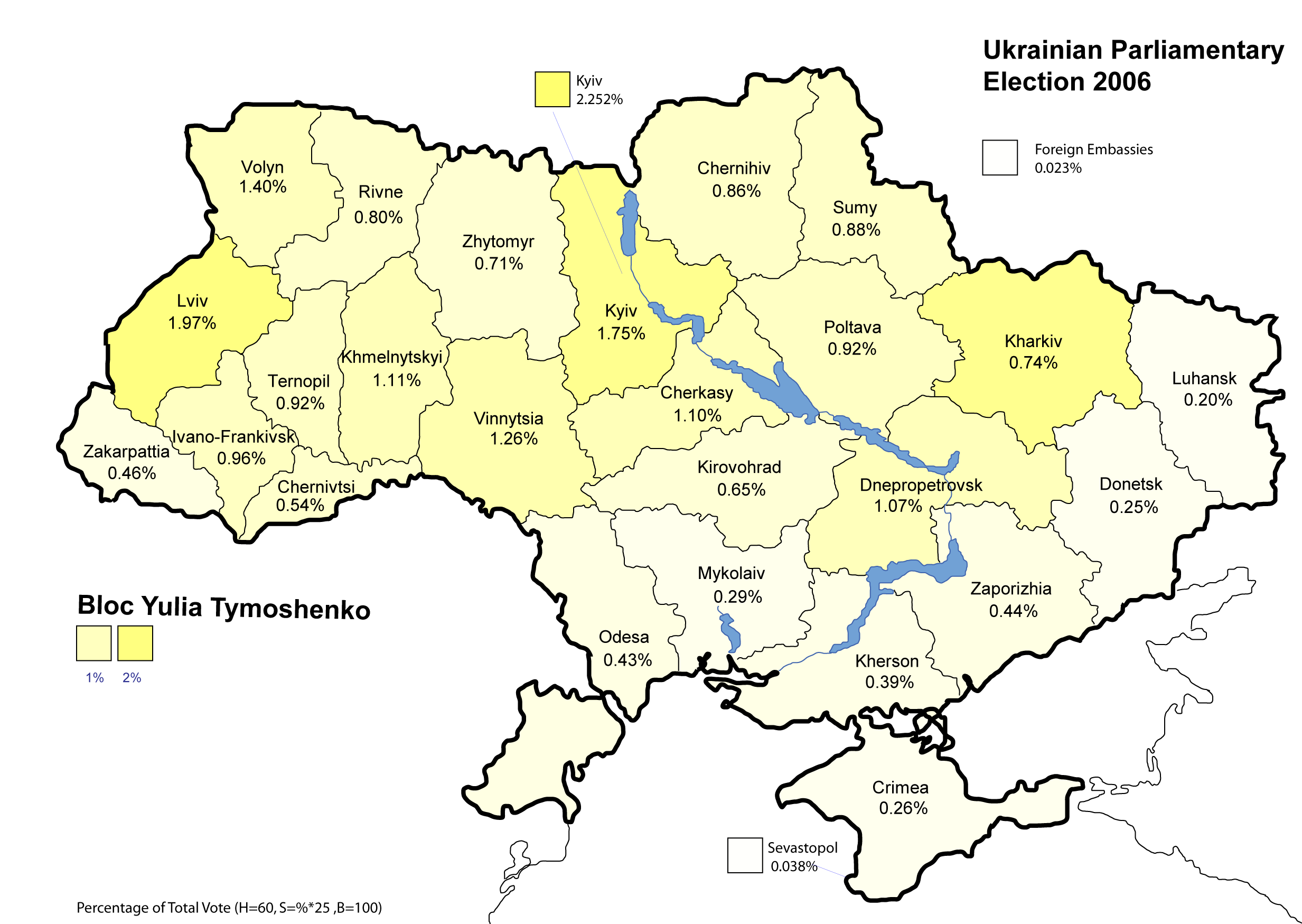
Bloc Yulia Tymoshenko results (22,29%) Percentage of total national vote

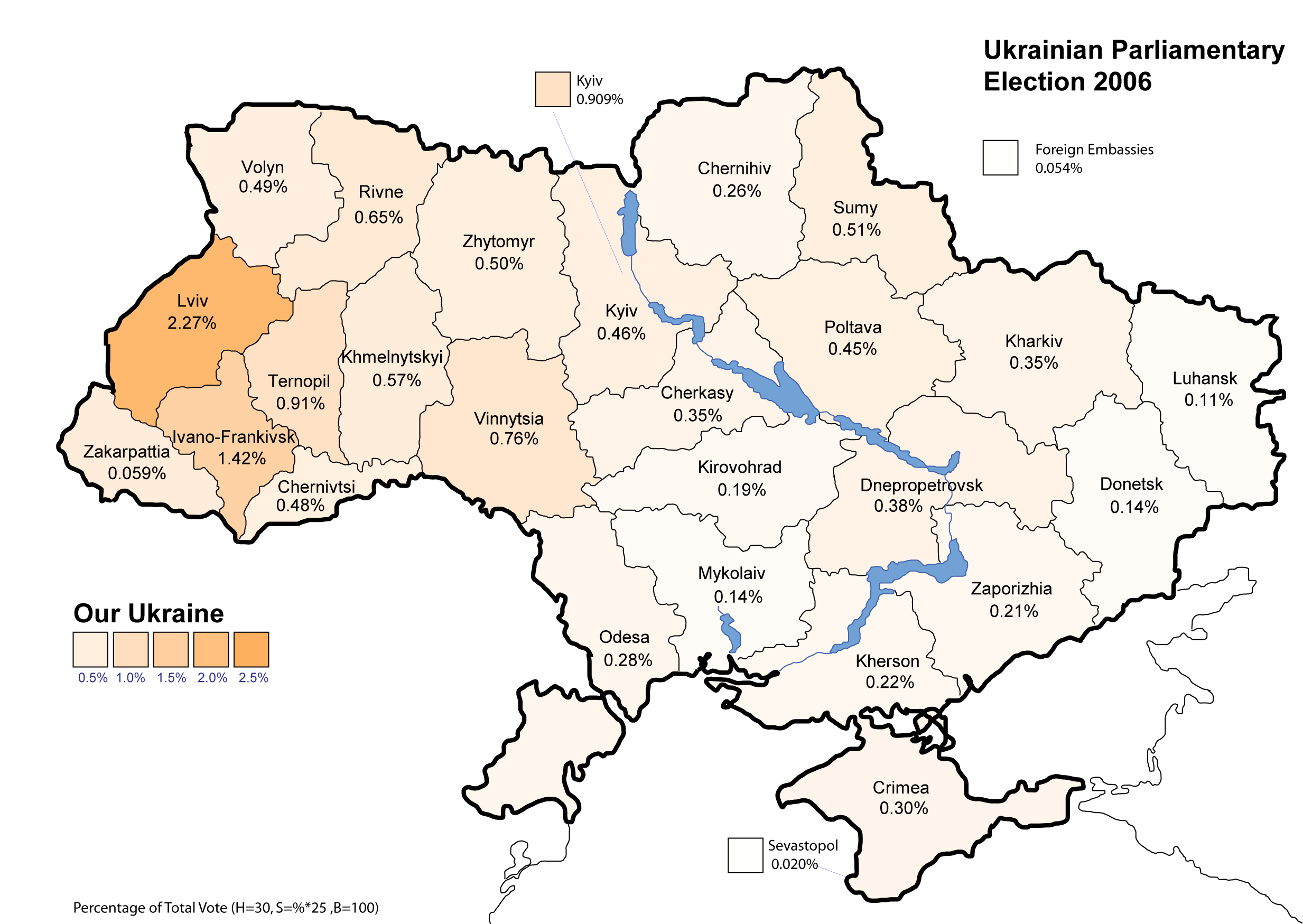
Our Ukraine results (13,95%) Percentage of total national vote

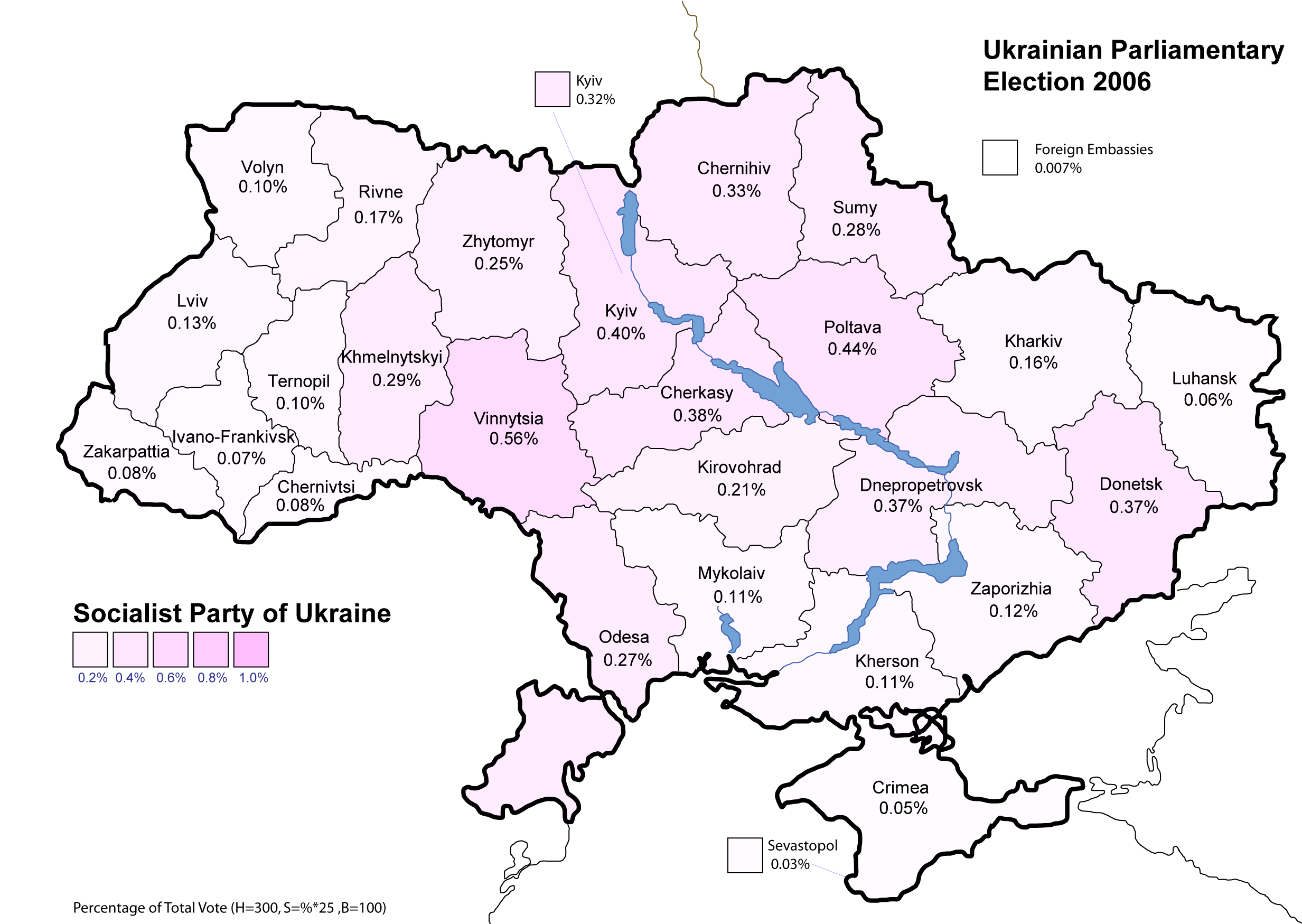
Socialist Party of Ukraine results (5,69%) Percentage of total national vote

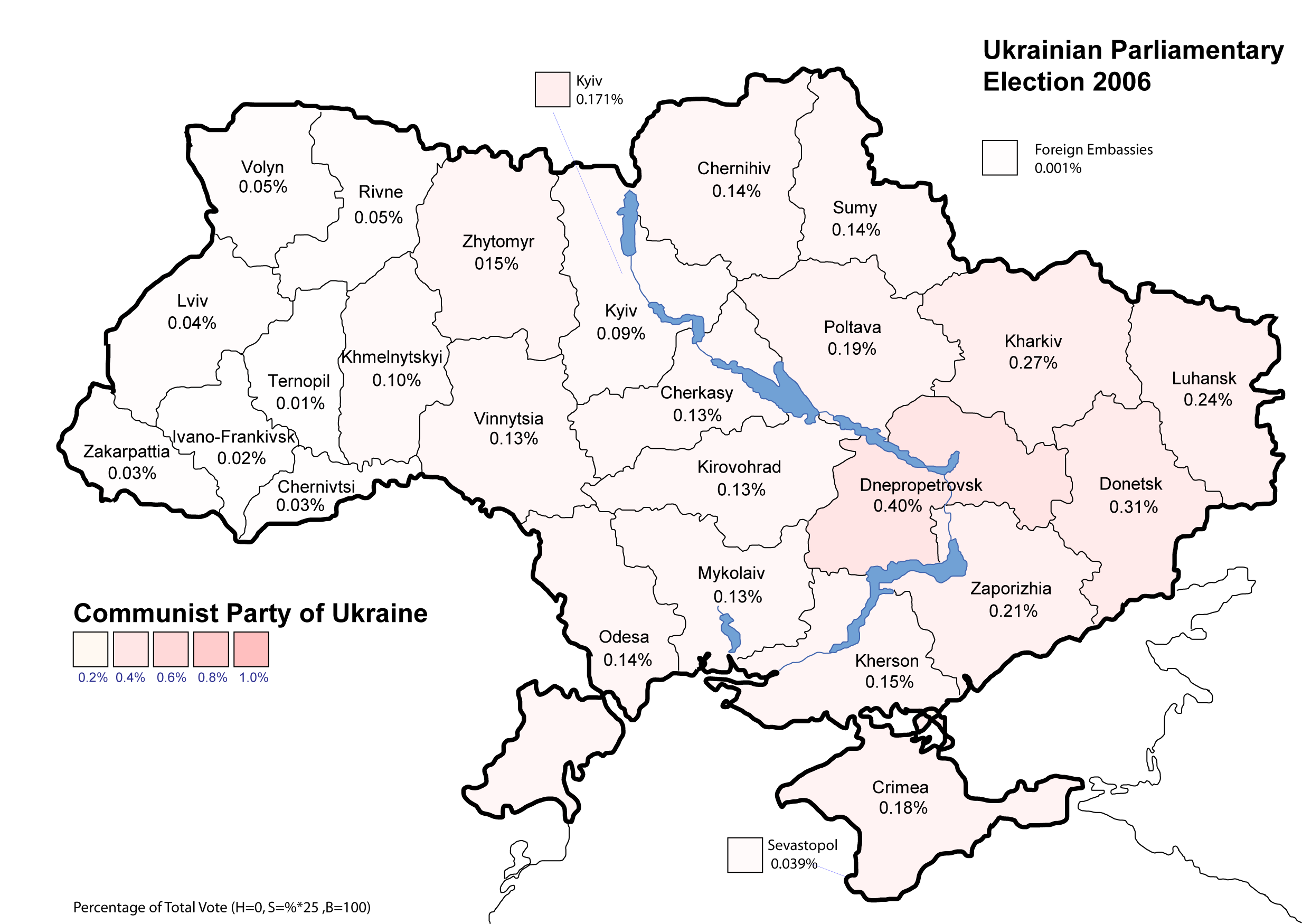
Communist Party of Ukraine results (3,66%) Percentage of total national vote

Den 10 april meddelade valkommittén valets slutgiltiga resultat, vars detaljer kan ses på här:Commission's website. Av de 45 partier som deltog var det endast fem som passerade treprocentsgränsen, se tabell nedan. Jämfört med prognoserna innan valet så var det oväntat att president Viktor Yushchenkos parti  "Vårt Ukraina" fick mindre än 14% av rösterna, och att de därmed endast blev det tredje största partiet, efter både Regionernas parti och Julia Tymosjenkos block. Enligt den centrala valkommittén deltog 67,13 procent av de röstberättigade i valet.

## Partier som deltog i valet
45 partier var registrerade i valet, vilket var rekordstort. Listan nedan anger vilka partier som deltog och inom parentes också hur många kandidater de ställde upp med. De partier eller partiblock som fick mer än tre procent av rösterna har fet stil. 
| - Communist Party of Ukraine (449) - Party of Regions (446) - People's Movement of Ukraine for Unity (42) - Party of Social Protection (20) - Political Party "European Capital" (35) - Nataliya Vitrenko Bloc "People's Opposition" (390) - Party "Rus'-Ukrainian Union" - Progressive Socialist Party of Ukraine - All-Ukrainian Party of People's Trust (41) - Lazarenko Bloc (130) - Party "Social Democratic Union" - Political Party All-Ukrainian Union "Hromada" - Social Democratic Party of Ukraine - Bloc "Our Ukraine" (393) - Congress of Ukrainian Nationalists - People's Movement of Ukraine - Party of Industrialists and Entrepreneurs of Ukraine - Party of Christian Democratic Union - Political Party People's Union Our Ukraine - Ukrainian Republican Party "Assembly" - Lytvyn's People's Bloc (444) - People's Party - Party of All-Ukrainian Union of the Left "Justice" - Ukrainian Peasant Democratic Party - Party of National Economic Development of Ukraine (24) - Yuliya Tymoshenko Bloc (409) - All-Ukrainian Union "Fatherland" - Ukrainian Social-Democratic Party - Socialist Party of Ukraine (390) - Electoral Bloc "Yevhen Marchuk - "Unity" (82) - Party of Freedom - Party "Solidarity of Women of Ukraine" - Ukrainian Party "Unity" - Electoral Bloc of Political Parties of Borys Olijnyk and Myhailo Syrota (99) - Political Party "Informational Ukraine" - Political Party "Party of Health" - Labor Party of Ukraine - "Oppositional bloc NE TAK!" (NOT YES!) (441) - Social Democratic Party of Ukraine (united) - Republican Party of Ukraine - "Women for the Future" All-Ukrainian Political Union - Political Party "All-Ukrainian Union "Center" - Ukrainian People's Bloc of Kostenko and Plyusch (216) - Party of Free Peasants and Entrepreneurs of Ukraine - Political Party "Collected Ukraine" - Ukrainian People's Party - Party of Greens of Ukraine (87) | - Bloc NDP (376) - Democratic Party of Ukraine - People's Democratic Party - Christian Democratic Party of Ukraine - Christian Liberal Party of Ukraine - Party "Viche" (58) - Social Christian Party (36) - Ukrainian Conservative Party (31) - Party of Pensioners of Ukraine (93) - Political party "Forwards, Ukraine!" (77) - "Electoral bloc "State - Labor Union" (263) - All-Ukrainian Party of Laborious - Political Party "State" - Electoral bloc of political parties "FOR UNION" (83) - Party "Socialist Ukraine" - Party "Union" - Political Party "Homeland" - Slavic Party - Party "Renassainse" (86) - Political Party "Working Ukraine" (20) - Ukrainian Party "Green Planet" (28) - Electoral Bloc "Power to the People" (173) - All-Ukrainian Party of Spirituality and Patriotism - All-Ukrainian Chernobyl People's Party "For Welfare and Social Protection of the People" - Party of Protection of Pensioners of Ukraine - All-Ukrainian Party "New Force" (185) - "Civil Bloc PORA-PRP" (244) - Civil Party "Pora" - Party "Reforms and Order" - Liberal Party of Ukraine (43) - Political Party of Ukraine "Party of PUTIN's Politics" (162) - Social Ecological Party "Union. Chernobyl. Ukraine." (54) - Bloc "Patriots of Ukraine" (99) - Patriotic Party of Ukraine - Ukrainian National Conservative Party - "Yuriy Karmazin Bloc" (59) - All-Ukrainian Party of Peace and Unity - Party of Defenders of Homeland - Party "National Democratic Union "Ukraine" - Party of Patriotic Forces of Ukraine (103) - Political Party "Party of Ecological Rescue "EKO+25%" (140) - Political Party Third Force (208) - Ukrainian People's Assembly (22) - All-Ukrainian Union "Freedom" (109) - Peasant Party of Ukraine (65) - Bloc of Partyless "Sun" (129) - Ukrainian Party of Honor, Combating Corruption, and Organized Crime (44) |

## Exit-polls
| National exit poll 2006 | Exit-poll Ukrainian sociology service | Exit-poll "FOM-Ukraine" |
| --- | --- | --- |
| - Party of Regions - 33,28% - Yuliya Tymoshenko Bloc - 22,72% - Bloc "Our Ukraine" - 13,53% - Socialist Party of Ukraine - 5,37% - Communist Party of Ukraine - 3,46% - Nataliya Vitrenko Bloc - 3,35% - Volodymyr Lytvyn Bloc - 2,7% - "Viche" - 2,2% - Pora-PPR - 1,34% - Plyusch-Kostenko Bloc - 1,72% - "Ne Tak" - 1,2% - Against all - 1,16% | - Party of Regions - 27,5% - Yuliya Tymoshenko Bloc - 21,6% - Bloc "Our Ukraine" - 15,6% - Socialist Party of Ukraine - 5,5% - Volodymyr Lytvyn Bloc - 5,1% - Communist Party of Ukraine - 4,7% - Nataliya Vitrenko Bloc - 3,2% - "Ne Tak" - 2,8% - Pora-PPR - 2,7% - "Viche" - 1,9% - Against all - 1,72% | - Party of Regions - 31,4% - Yuliya Tymoshenko Bloc - 22,9% - Bloc "Our Ukraine" - 17% - Socialist Party of Ukraine - 6,9% - Communist Party of Ukraine - 3,9% - Nataliya Vitrenko Bloc - 2,9% - Volodymyr Lytvyn Bloc - 2,5% - Plusch-Kostenko Bloc - 1,7% - "Viche" 1,4% - Pora-PPR - 1,3% - "Ne Tak" - 1,1% - Against all - 1,8% |

Källa: Korrespondent.net

## Externa webbsidor
- Wikimedia Commons har media som rör Parlamentsvalet i Ukraina 2006.
- (engelska)/(ukrainska) 2006 Parliament Election: Official website of the Central Election Commission of Ukraine
- Serhiy Vasylchenko: Electoral Geography of Ukraine 1991 - 2010
- (engelska) OSCE Project Co-ordinator in Ukraine website
- (engelska) Short film: AEGEE's Election Observation Mission
- (engelska) Findings from an IFES November 2005 Survey 2
- (ryska) Review of the most recent polls as of November 3, 2005
- (ryska) Additional polls
- ”The People's Choice”. Editorial (The Washington Post). 16 juli 2006. http://www.washingtonpost.com/wp-dyn/content/article/2006/07/16/AR2006071600719.html.